# جورج ليال
جورج ليال (بالإنجليزية: George Lyall)‏ (4 مايو 1947 في المملكة المتحدة - ) هو لاعب كرة قدم بريطاني في مركز الوسط. لعب مع بريستون نورث إيند وريث روفرز ونوتينغهام فورست وهال سيتي ونادي سكاربورو.

## وصلات خارجية
- جورج ليال على موقع قاعدة بيانات كرة القدم.إي يو (الإنجليزية)